# Flugplatz Bragança

i7
i11
i13
Der Flugplatz Bragança (portugiesisch Aeródromo Municipal de Bragança, IATA-Code: BGC, ICAO-Code: LPBG) ist der größte und bedeutendste Flugplatz im Nordosten der portugiesischen Region Trás-os-Montes. Er ist ca. 10 km nördlich von der Stadt Bragança entfernt und befindet sich neben dem Montesinho Nationalpark.
Im Jahr 2018 verband die portugiesische Regionalfluggesellschaft Aero VIP unter der Marke SevenAir den Flughafen zwei Mal täglich mit den Städten Vila Real, Viseu, Cascais und Portimão an der Algarve. Die angegebenen Städte werden mit einem einzigen Flug nacheinander angeflogen. Sonderflüge zu Städten in Frankreich werden auch hauptsächlich in der Sommersaison und in Ferienzeiten angeboten. Der Flugplatz wird momentan von der Stadt Bragança verwaltet.
Im Jahr 2009 wurde ein Masterplan zur Erweiterung der Infrastruktur mit dem Titel "Regionalflughafen Bragança" vorgestellt. Das Projekt enthält Pläne zur Verlängerung der Start- und Landebahn von 1700 auf 2300 Meter, um Flugzeuge, die bis zu 150 Passagiere transportieren können (entspricht etwa der Boeing 737 und dem Airbus A320), aufzunehmen sowie den Bau eines neuen Passagierterminals, das jährlich bis zu 40.000 Passagiere abfertigen kann.